# 10099 Glazebrook
10099 Glazebrook eller 1991 VB9 är en asteroid i huvudbältet som upptäcktes den 4 november 1991 av Spacewatch vid Kitt Peak-observatoriet. Den är uppkallad efter den brittiska astronomen Karl Glazebrook.
Asteroiden har en diameter på ungefär 10 kilometer och den tillhör asteroidgruppen Themis.